# أسريلانديا
أسريلانديا (بالبرتغالية: Acrelândia‏) هي بلدية تقع في البرازيل في أكري. يقدر عدد سكانها بـ 8,695 نسمة .